# Stazione di Croviana
Stazione di Croviana vasútállomás Olaszországban, Trentino-Alto Adige régióban, Croviana településen.

## Vasútvonalak
Az állomást az alábbi vasútvonalak érintik:
- Trento–Malè–Marilleva-vasútvonal

## Kapcsolódó állomások
A vasútállomáshoz az alábbi állomások vannak a legközelebb: 
- Stazione di Malè (Stazione di Trento FTM, Trento–Malè–Marilleva-vasútvonal)
- Stazione di Monclassico (Mezzana railway station, Trento–Malè–Marilleva-vasútvonal)